# Бомбов погреб
Бомбов погреб:
- в минало време казематни кирпични постройки със сводесто покритие, предназначени за съхранение на снаряжените и неснаряжените снаряди и заряди (днес барутни погреби)[1][2];

- особени помещения в трюмовете на военните съдове за съхранение на снарядите, преимуществено снаряжени; за всеки съд местонахождението на бомбовия погреб е до известна степен тайна; вместимостта на погребите е равна на боекомплекта на всички оръдия на съда[1][2].